# CRフィーバー超時空要塞マクロス
『CRフィーバー超時空要塞マクロス』（シーアールフィーバーちょうじくうようさいマクロス）は、SANKYOより2009年12月に発売されたデジパチタイプのパチンコ。

## 機種概要
1982年から1983年にかけて放送されたテレビアニメ『超時空要塞マクロス』のタイアップ機。作中の時代設定である2009年を現実に迎えた「マクロス元年」に本機が登場した。メーカーのSANKYOはマクロスシリーズを制作しているサテライトの当時の親会社であった。なお新作映像部分はサテライトが担当している。
「新体感パチンコ」を謳う新枠のV-トリガーは、航空機の操縦桿タイプのV-コントローラーで操作を行う。V-コントローラーが振動し、ファンから手元に風が吹き出すという体感シューティングゲーム的な演出がある。
盤面上部にはアニメの主役メカである可変戦闘機バルキリーの役物が配置されており、ファイター（航空機形態）からガウォーク（中間形態）、バトロイド（ロボット形態）へ3段変形する。
音響は4箇所のスピーカーによる3Dサラウンドシステムを使用。音楽面でもOP・ED曲のほか、作中のアイドル歌手リン・ミンメイの人気曲が収録されている。
また、2009年の台では主流である突然確変や潜伏確変、（特別図柄の）小当たり等を一切排除。全ての大当たりが出玉アリというシンプルなスペックも特徴。

## スペック

### CR フィーバー超時空要塞マクロス SFW
- 大当たり（特別電動役物（アタッカー）の開放）
  - （低確率）：1/318.1
  - （高確率）：1/31.8
- 賞球数：3（上始動口、下始動口） & 10（普通入賞口） & 14（大入賞口）
- ラウンド（大当たり1回あたりの、特別電動役物の開放回数）：15ラウンド or 16ラウンド
- カウント（特別電動役物の開放1回あたりの、概ねの入賞個数）：8カウント
- 大当たりの確変割合：60/100（60%）
- 大当たりの内訳（始動口共通）
  - 15ラウンド確変 ⇒ 48%
  - 16ラウンド確変 ⇒ 12%
  - 15ラウンド通常 ⇒ 40%
- リミット：なし
- 時短：通常大当たり終了後70回転

## 図柄
キャラクターについては超時空要塞マクロスの登場人物一覧を、メカについては超時空要塞マクロスの登場メカ一覧を参照。

### 確変図柄
1. ロイ・フォッカー

3. リン・ミンメイ

5. 早瀬未沙

7. 一条輝

9. ミリア・ファリーナ

### チャンス図柄
2. クローディア・ラサール

4. ブルーノ・J・グローバル

6. 柿崎速雄

8. マクスミリアン・ジーナス

## CM
話題となった『CRフィーバー創聖のアクエリオン』の路線を継承し、女性モデル陸守絵麻とCGメカを合成したCMムービーを放送している。変形都市編のコピーは「合体の次が来る」。
- 出会い編 - 使用曲：『愛・おぼえていますか』（『超時空要塞マクロス 愛・おぼえていますか』主題歌）
- 操縦編 - 使用曲：『ドッグ・ファイター』（『超時空要塞マクロス』BGM）
- 変形都市編 - 使用曲：『マクロス』（『超時空要塞マクロス』主題歌）